# Le falene assassinate e altri delitti
Le falene assassinate e altri delitti (titolo originale The Adventure of the Murdered Moths and Other Radio Mysteries) è il titolo di un gruppo di racconti gialli di Ellery Queen tratti da altrettanti radiodrammi, pubblicati in volume nel 2005.
Le famiglie di Frederic Dannay e Manfred B. Lee hanno messo a disposizione dei curatori di questa raccolta circa 350 racconti radiofonici trasmessi tra il 1939 e il 1948. Tre esperti dei libri di Ellery Queen hanno letto tutti i racconti e insieme all'editore hanno scelto questi 14 radiodrammi che compongono la raccolta.

## Racconti
- L'avventura del Club dell'ultimo Uomo (The Adventure of the Last Man Club, 15 giugno 1939)
- L'avventura del rasoio di Napoleone (The Adventure of Napoleon's Razor, 9 luglio 1939)
- L'avventura del bambino cattivo (The Adventure of the Bad Boy, 30 luglio 1939)
- L'avventura della marcia della morte (The Adventure of the March of Death, 15 ottobre 1939)
- L'avventura della Grotta Infestata (The Adventure of the Haunted Cave, 22 ottobre 1939)
- L'avventura della bambina scomparsa (The Adventure of the Lost Child, 26 novembre 1939)
- L'avventura dell'oscuro segreto (The Adventure of the Black Secret, 10 dicembre 1939)
- L'avventura dello spaventapasseri morente (The Adventure of the Dying Scarecrow, 7 gennaio 1940)
- L'avventura della Donna in Nero (The Adventure of the Woman in Black, 14 gennaio 1940)
- L'avventura degli uomini dimenticati (The Adventure of the Forgotten Men, 7 aprile 1940)
- L'avventura dell'uomo che raddoppiava i diamanti (The Adventure of the Man Who Could Double the Size of Diamonds, 5 maggio 1940)
- L'avventura del Nuvola Nera (The Adventure of the Dark Cloud, 23 giugno 1940)
- L'avventura del signor Short e del signor Long (The Adventure of Mr. Short and Mr. Long, 14 gennaio 1943)
- L'avventura delle falene assassinate (The Adventure of the Murdered Moths, 9 maggio 1945)

## Edizioni italiane
- Ellery Queen, Le falene assassinate e altri delitti, traduzione di Mauro Boncompagni, Collana Supergiallo Mondadori n.32, Arnoldo Mondadori Editore, 2006,  p. 383. - Collana I Classici del Giallo Mondadori n.1474, novembre 2023.